# كريس كارتر (لاعب كرة قاعدة)
كريس كارتر (بالإنجليزية: Chris Carter)‏ هو لاعب كرة قاعدة أمريكي، ولد في 18 ديسمبر 1986 في ريدوود في الولايات المتحدة.

## وصلات خارجية
- كريس كارتر (لاعب كرة قاعدة) على موقع دوري كرة القاعدة الرئيسي (الإنجليزية)
- كريس كارتر (لاعب كرة قاعدة) على موقعبيزبول رفرنس.كوم (الدوري الرئيسي) (الإنجليزية)
- كريس كارتر (لاعب كرة قاعدة) على موقعبيزبول رفرنس.كوم (الدوري الثانوي) (الإنجليزية)
- كريس كارتر (لاعب كرة قاعدة) على موقع إي إس بي إن.كوم (أم.أل.بي) (الإنجليزية)
- كريس كارتر (لاعب كرة قاعدة) على موقع مشجعي الرسوم البيانية (الإنجليزية)